# Marches (Drôme)
Pour les articles homonymes, voir Marches (homonymie).
Marches est une commune française située dans le département de la Drôme, en région Auvergne-Rhône-Alpes.
Ses habitants sont dénommés les Marchois.

## Géographie

### Localisation
Marches est située au sud de Romans-sur-Isère, au pied du Vercors.

### Relief et géologie
Sites particuliers :

### Climat
Pour des articles plus généraux, voir Climat d'Auvergne-Rhône-Alpes et Climat de la Drôme.
En 2010, le climat de la commune est de type climat méditerranéen altéré, selon une étude du CNRS s'appuyant sur une série de données couvrant la période 1971-2000. En 2020, Météo-France publie une typologie des climats de la France métropolitaine dans laquelle la commune est exposée à un climat de montagne ou de marges de montagne et est dans la région climatique  Moyenne vallée du Rhône, caractérisée par un bon ensoleillement en été (fraction d’insolation > 60 %), une forte amplitude thermique annuelle (4 à 20 °C), un air sec en toutes saisons, orageux en été, des vents forts (mistral), une pluviométrie élevée en automne (250 à 300 mm). 
Pour la période 1971-2000, la température annuelle moyenne est de 11,6 °C, avec une amplitude thermique annuelle de 17,5 °C. Le cumul annuel moyen de précipitations est de 973 mm, avec 8,2 jours de précipitations en janvier et 5,7 jours en juillet. Pour la période 1991-2020, la température moyenne annuelle observée sur la station météorologique de Météo-France la plus proche, « Rochefort-Samson_sapc », sur la commune de Rochefort-Samson à 4 km à vol d'oiseau, est de 12,4 °C et le cumul annuel moyen de précipitations est de 1 024,4 mm,. Pour l'avenir, les paramètres climatiques de la commune estimés pour 2050 selon différents scénarios d'émission de gaz à effet de serre sont consultables sur un site dédié publié par Météo-France en novembre 2022.

## Urbanisme

### Typologie
Au 1er janvier 2024, Marches est catégorisée commune rurale à habitat dispersé, selon la nouvelle grille communale de densité à 7 niveaux définie par l'Insee en 2022.
Elle est située hors unité urbaine. Par ailleurs la commune fait partie de l'aire d'attraction de Valence, dont elle est une commune de la couronne,. Cette aire, qui regroupe 71 communes, est catégorisée dans les aires de 200 000 à moins de 700 000 habitants,.

### Occupation des sols
L'occupation des sols de la commune, telle qu'elle ressort de la base de données européenne d’occupation biophysique des sols Corine Land Cover (CLC), est marquée par l'importance des territoires agricoles (91,6 % en 2018), en diminution par rapport à 1990 (94,8 %). La répartition détaillée en 2018 est la suivante : 
terres arables (79,7 %), prairies (6,2 %), zones agricoles hétérogènes (5,8 %), forêts (5,2 %), zones urbanisées (3,1 %). L'évolution de l’occupation des sols de la commune et de ses infrastructures peut être observée sur les différentes représentations cartographiques du territoire : la carte de Cassini (XVIIIe siècle), la carte d'état-major (1820-1866) et les cartes ou photos aériennes de l'IGN pour la période actuelle (1950 à aujourd'hui).

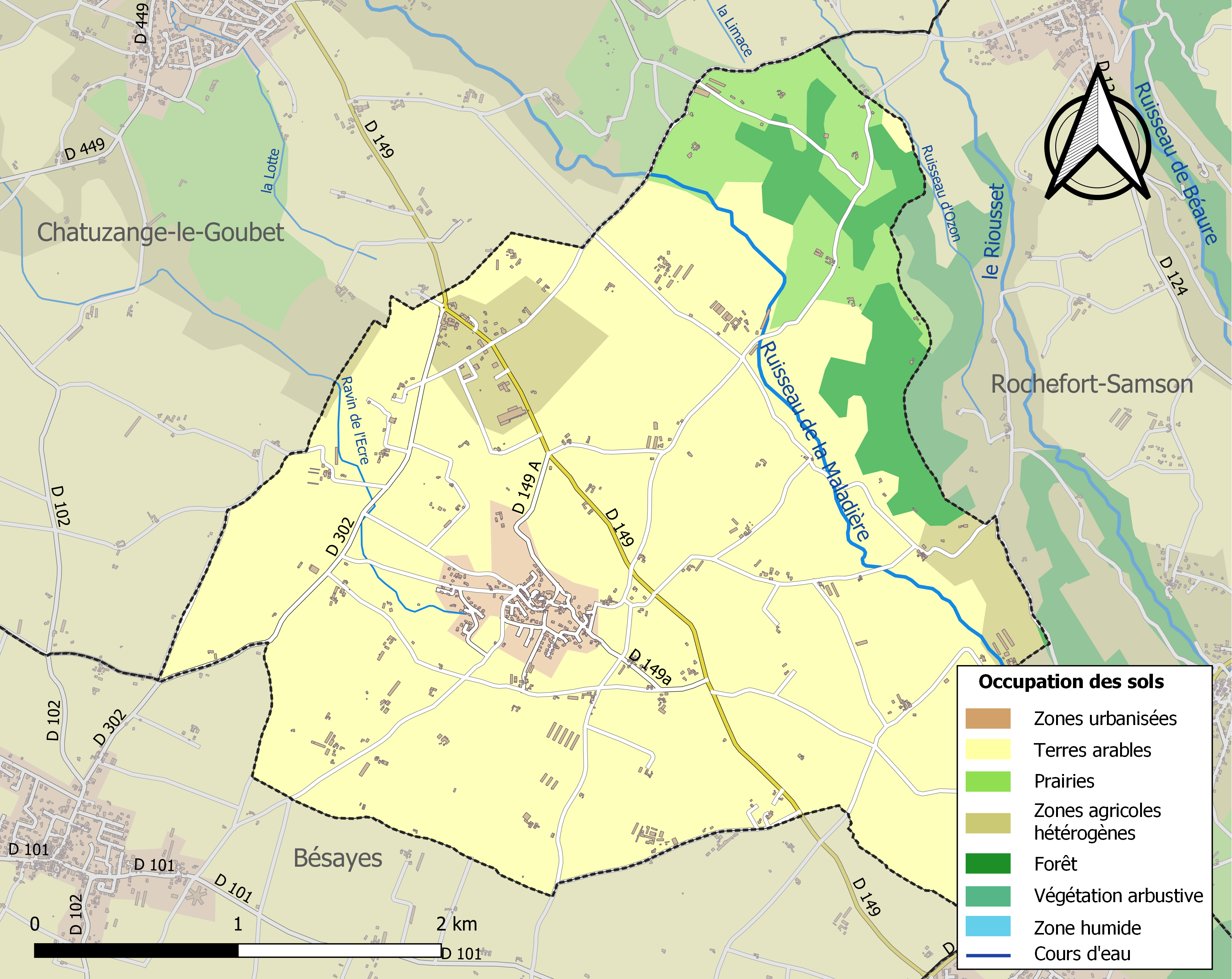
Carte des infrastructures et de l'occupation des sols de la commune en 2018 (CLC).

### Morphologie urbaine
Village de plaine.

#### Quartiers, hameaux et lieux-dits
Site Géoportail (carte IGN) :
- Beaulieu
- Bouchillon
- Champey
- Conton
- Ferme de Château Gaillard
- Grange Neuve
- la Banne
- la Bayanne
- la Bergère
- la Gare
- la Maillette
- la Monnaie
- Lardents
- le Bois des Vignes
- le Cheylard
- le Gué
- le Pré Brun
- les Badots
- les Beauriants
- les Benezets
- les Chauvettes
- les Côtes
- les Étangs
- les Jolits
- les Lattards
- les Lilas
- les Marciaux
- les Metroux
- les Peyres
- les Pivats
- les Rames
- les Ravets
- les Toines
- Mason
- Mistral
- Pommet
- Ravage
- Tarel

Anciens quartiers, hameaux et lieux-dits :
- Allier est une ferme attestée en 1891[14].
- Alloix est une ferme attestée en 1891[15].

## Toponymie
La commune est dénommée Marchas en provençal[réf. nécessaire].

### Attestations
Dictionnaire topographique du département de la Drôme :
- 924 : villa Marcha (cartulaire de Romans, 130) ;
- 1195 : apud Marchis (cartulaire de Léoncel, 58) ;
- 1204 : Marcas (cartulaire de Léoncel, 68) ;
- 1220 : mention de la paroisse : ecclesia de Marchis (cartulaire de Léoncel, 86) ;
- 1225 : mention du mandement : mandamentum de Marchiis (cartulaire de Léoncel, 94) ;
- XVe siècle : mention de la paroisse : ecclesia Marchiarum (pouillé de Valence) ;
- 1442 : castrum Marchiarum et Marchia (choix de documents, 272) ;
- 1891 : Marches, commune du canton de Bourg-de-Péage.

### Étymologie
Le toponyme dériverait du germanique Marka (« frontière »), traduit en latin médiéval en marca ou marcha[réf. nécessaire].

## Histoire

### Du Moyen Âge à la Révolution
La seigneurie :
- Au point de vue féodal, Marches était une terre des comtes de Valentinois.
- 1360 : elle est donnée aux Taulignan.
- 1532 : cédée aux Sauvaing du Cheylard.
- 1582 : vendue aux Broé.
- 1612 : vendue aux Lattier.
- 1615 : passe (par mariage) aux Clermont-Chatte.
- Passe (par héritage) aux Caillebot de la Salle, derniers seigneurs.

Démographie :
- 1688 : 77 familles[16].
- 1790 : 75 chefs de famille[16].

Avant 1790, Marches était une communauté de l'élection et subdélégation de Valence et de la sénéchaussée de Crest.

Elle formait une paroisse du diocèse de Valence dont l'église était dédiée à saint Barthélemy et dont les dîmes appartenaient au prieur de Bésayes qui présentait à la cure.

### De la Révolution à nos jours
En 1790, la commune est comprise dans le canton de Montélier. La réorganisation de l'an VIII (1799-1800) la place dans celui de Bourg-de-Péage.
L'origine de la statuaire des Vierges du vœu, visible dans plusieurs communes de la Drôme, est double. Le 9 juillet 1944, à Die, l'abbé Jean Bossan pousse ses paroissiens à implorer la protection de la Vierge et à faire le vœu d'ériger une statue en son honneur si la ville est protégée. Marches élève une de ces Vierges du vœu.

## Politique et administration

### Liste des maires
| Période                                                                      | Période                       | Identité                              | Étiquette | Qualité       |
| ---------------------------------------------------------------------------- | ----------------------------- | ------------------------------------- | --------- | ------------- |
| Les données manquantes sont à compléter. : de la Révolution au Second Empire |                               |                                       |           |               |
| 1790                                                                         | 1871                          | ?                                     |           |               |
| Les données manquantes sont à compléter. : depuis la fin du Second Empire    |                               |                                       |           |               |
| 1871                                                                         | 1874                          | ?                                     |           |               |
| 1874                                                                         | 1878                          | ?                                     |           |               |
| 1878                                                                         | 1884                          | ?                                     |           |               |
| 1884                                                                         | 1888                          | ?                                     |           |               |
| 1888                                                                         | 1892                          | ?                                     |           |               |
| 1892                                                                         | 1896                          | ?                                     |           |               |
| 1896                                                                         | 1900                          | ?                                     |           |               |
| 1900                                                                         | 1904                          | ?                                     |           |               |
| 1904                                                                         | 1908                          | ?                                     |           |               |
| 1908                                                                         | 1912                          | ?                                     |           |               |
| 1912                                                                         | 1919                          | Antoine Bertholet                     |           |               |
| 1919                                                                         | 1925                          | Antoine Bertholet                     |           | maire sortant |
| 1925                                                                         | 1929                          | Antoine Bertholet                     |           | maire sortant |
| 1929                                                                         | 1935                          | Antoine Bertholet                     |           | maire sortant |
| 1935                                                                         | 1945                          | Antoine Bertholet                     |           | maire sortant |
| 1945                                                                         | 1947                          | Charles Léon Ollat                    |           |               |
| 1947                                                                         | 1953                          | Charles Léon Ollat                    |           | maire sortant |
| 1953                                                                         | 1959                          | Charles Léon Ollat                    |           | maire sortant |
| 1959                                                                         | 1965                          | Raymond Chovin                        | PS        |               |
| 1965                                                                         | 1971                          | Raymond Chovin                        |           | maire sortant |
| 1971                                                                         | 1977                          | Raymond Chovin                        |           | maire sortant |
| 1977                                                                         | 1983                          | Raymond Chovin                        |           | maire sortant |
| 1983                                                                         | 1989                          | Jean Cheval                           |           |               |
| 1989                                                                         | 1995                          | Jean Cheval                           |           | maire sortant |
| 1995                                                                         | 2001                          | ?                                     |           |               |
| 2001                                                                         | 2008                          | Claude Chovin                         | PS        | retraité      |
| 2008                                                                         | 2014                          | Claude Chovin                         |           | maire sortant |
| 2014                                                                         | 2020                          | Claude Chovin                         |           | maire sortant |
| 2020                                                                         | En cours (au 20 février 2021) | Philippe Hourdou[source insuffisante] |           |               |

## Population et société

### Démographie
L'évolution du nombre d'habitants est connue à travers les recensements de la population effectués dans la commune depuis 1793. Pour les communes de moins de 10 000 habitants, une enquête de recensement portant sur toute la population est réalisée tous les cinq ans, les populations de référence des années intermédiaires étant quant à elles estimées par interpolation ou extrapolation. Pour la commune, le premier recensement exhaustif entrant dans le cadre du nouveau dispositif a été réalisé en 2006.

En 2022, la commune comptait 867 habitants, en évolution de +9,89 % par rapport à 2016 (Drôme : +2,64 %, France hors Mayotte : +2,11 %).
| 1793 | 1800 | 1806 | 1821 | 1831 | 1836 | 1841 | 1846 | 1851 |
| ---- | ---- | ---- | ---- | ---- | ---- | ---- | ---- | ---- |
| 426  | 430  | 464  | 581  | 610  | 602  | 627  | 662  | 695  |

| 1856 | 1861 | 1866 | 1872 | 1876 | 1881 | 1886 | 1891 | 1896 |
| ---- | ---- | ---- | ---- | ---- | ---- | ---- | ---- | ---- |
| 676  | 640  | 615  | 617  | 630  | 561  | 538  | 530  | 510  |

| 1901 | 1906 | 1911 | 1921 | 1926 | 1931 | 1936 | 1946 | 1954 |
| ---- | ---- | ---- | ---- | ---- | ---- | ---- | ---- | ---- |
| 490  | 526  | 545  | 509  | 515  | 506  | 481  | 477  | 453  |

| 1962 | 1968 | 1975 | 1982 | 1990 | 1999 | 2006 | 2011 | 2016 |
| ---- | ---- | ---- | ---- | ---- | ---- | ---- | ---- | ---- |
| 457  | 433  | 448  | 489  | 560  | 655  | 717  | 772  | 789  |

| 2021 | 2022 | - | - | - | - | - | - | - |
| ---- | ---- | - | - | - | - | - | - | - |
| 869  | 867  | - | - | - | - | - | - | - |

### Enseignement
Marches relève de l'académie de Grenoble.

### Manifestations culturelles et festivités
- Fête : le 24 août[12].

## Économie

### Agriculture
En 1992 : céréales, fruits, élevage, volailles.

## Culture locale et patrimoine

### Lieux et monuments

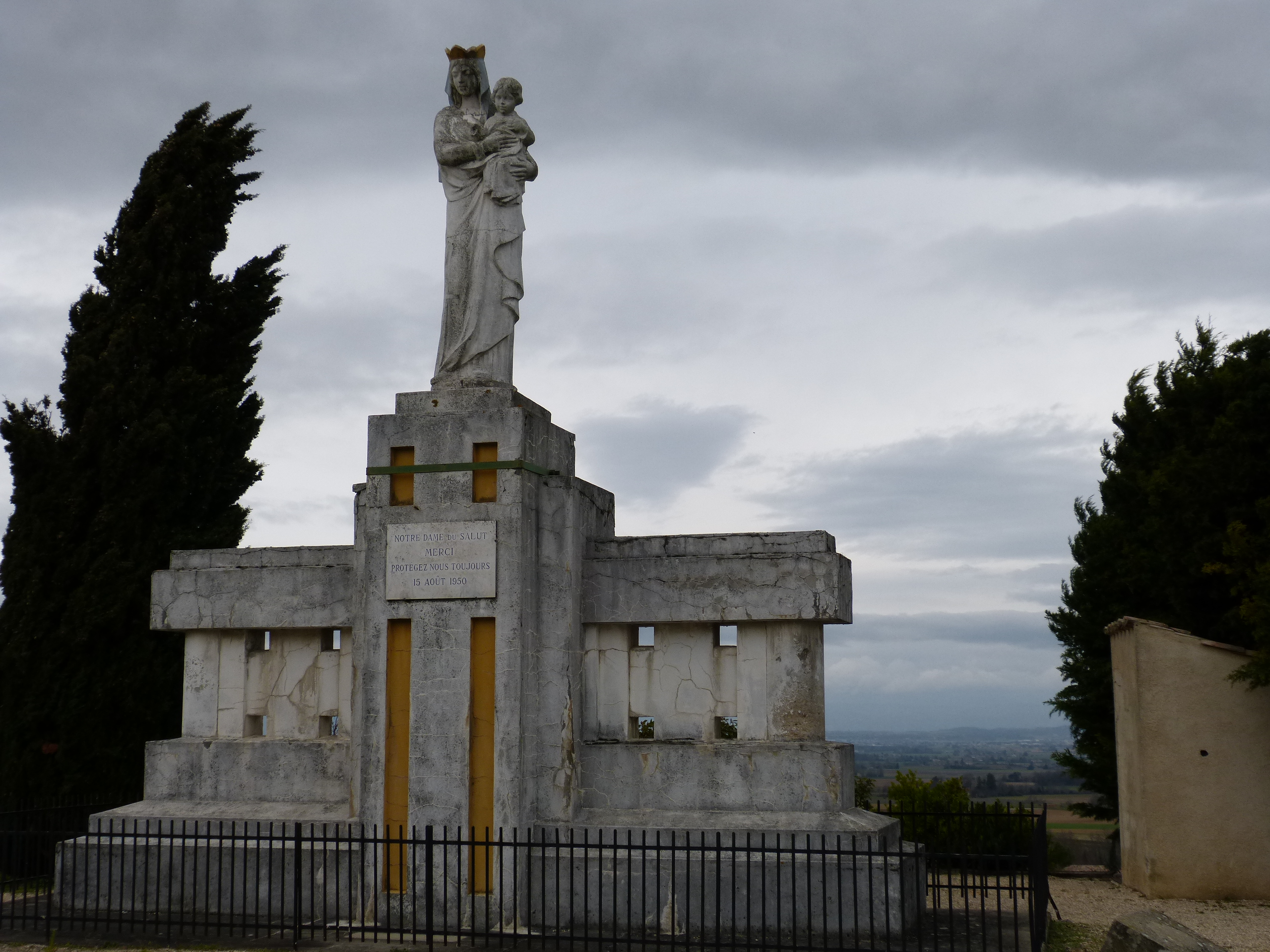
La Vierge du vœu de Marches.

- Vestiges de l'enceinte et d'une porte médiévale au sommet d'une colline[réf. nécessaire].
- Ferme forte[12].
- Église Saint-Barthélemy de Marches du XIXe siècle[12].
- La Vierge du vœu (après 1944).

### Héraldique, logotype et devise
|  | Marches (Drôme) possède des armoiries dont l'origine et le blasonnement exact ne sont pas disponibles. |